# Tael
Tael ist die Bezeichnung für eine heute nicht mehr gebräuchliche chinesische Währungseinheit. Ursprünglich war das Tael oder Liang eine Maßeinheit für Silber, die je nach Zeit und Ort stark schwankte. Das Tael wird heute noch in verschiedenen südostasiatischen Ländern als Gewichtseinheit verwendet.

## Namensherkunft
Das Wort Tael leitet sich über das Portugiesische von dem malaiischen Wort tahil – Jawi تهيل – her, das so viel wie „Gewicht“ bedeutet. Auf Thai heißt es ตำลึ [tamlɯŋ]. Ein älterer, volkstümlicher Name für das Tael als Silberbarren war auch Paes für „Brot“.

## Historische Beschreibung
Die Begriffsverwirrung über die chinesischen Währungsbegriffe war in ausländischen Büchern so groß, dass sich der Autor Justus Scheibert zu Beginn des 20. Jahrhunderts genötigt sah, eine genaue Definition zu liefern:

„Das Tael ist nichts anderes als ein ‚Begriff‘, und noch dazu ein schwankender; in jeder Provinz, ja fast in jeder Stadt berechnet man seinen Wert verschieden und überdies hängt der letztere im internationalen Verkehr auch von dem jeweiligen Preise des Silbers ab.
Die chinesischen Kaufleute hingegen haben noch die alte Zahlungsweise, in der sich bereits Abraham mit Hephron bei dem Ankauf der Grabstelle Sarahs auseinandersetzte (1. Mos. 23, 16): sie wägen ihr Geld. Geprägte oder gegossene Silberstücke gibt es nämlich im Innern des Landes nicht, sondern die Kaufleute führen Silberbarren, je im Gewichte von etwas mehr als ein Kilogramm bei sich und schneiden mit einer großen Schere dann immer so viel ab, wie die Rechnung beträgt. Diese Abschnitte werden in Säckchen gesammelt, und wenn ein genügendes Quantum vorhanden ist, zum Wechsler gebracht und von diesen wieder zu Barren eingeschmolzen.
Jeder Kaufmann besitzt daher eine Wiegeschale, die in einem Glaskasten aufbewahrt wird, an dem die Worte zu stehen pflegen: ‚Wage (sic) sei geschäftig, wiege täglich Waren viele tausend Taels wert.‘
Die chinesischen Kaufleute haben es beim Abschneiden der Silberbarren zu einer wunderbaren Geschicklichkeit gebracht, so dass beim Nachwiegen kaum ein Stückchen abgeschnitten oder hinzugelegt werden braucht. Die böse Welt behauptet allerdings, dass der chinesische Silberwechsler im Hantieren der Wage (sic!) eine noch größere Geschicklichkeit als im Gebrauch der Schere besäße und dass es stets einen kleinen Unterschied mache, ob er kaufe oder verkaufe.
Jedenfalls gehören die Wechsler immer zu den reichsten Leuten der Stadt; aber es ist viel richtiger, ihnen diesen nicht ganz ordnungsgemäßen Extra-Vorteil zu gönnen, als in die Hände gerissener Gauner zu fallen, die das Silber mit minderwertigem Metall mischen oder, da ein scharfes Auge den Betrug unschwer erkennt, in die Mitte des Barrens ein Stück Eisen verstecken.“

## Historischer Wert
Theoretisch sollte der Tael 1000 Käsch entsprechen. Tatsächlich wurde dem physischen Tael-Silberbarren bewusst gelegentlich wertminderes Antimon beilegiert. Im letzten Viertel des 19. Jahrhunderts hatten 10 mexikanische Pesos einen Gegenwert von 7,2 Tael. Insgesamt gab es rund 170 verschiedene Taels, mit jeweils unterschiedlichem Gewicht. Beispiele:
- Kanton-Tael (= Hongkong-Tael): 33,816 Gramm
- Shanghai-Tael: 37,759 Gramm (114,4 pro 100 Haikwan)

Das Regierungs-Tael hieß auch Haikwan-Tael (chinesisch 海關兩 / 海关两, Pinyin hǎiguān liǎng), da mit dieser Geldeinheit alle Zölle (海關 / 海关,  hǎiguān – „Zoll“) entrichtet werden mussten. Zu den wichtigeren anderen Rechnungseinheiten gehörten der Kuping-Tael (101,64 pro 100 Haikwan) oder Tientsin-Tael (105,2 pro 100 Haikwan). Nach 1868 berechnete sich der Wert in China wie folgt:
1 Tael a
= 10 Qian – 錢 / 钱,  qián (deutsch: Mehs, englisch: Mace)
= 100 Fen – 分,  fēn (deutsch: Candarin, englisch: Candareen)
= 1000 Li – 釐 / 厘,  lí
= 37,78 g,
= 34,246 g (Shanghai),
= 33,387 g im Außenhandel auf Basis des mexikanischen Peso.
Der Wert des silber-basierten Haikwan-Tael gegenüber der damaligen Leitwährung, dem englischen Pfund, entwickelte sich wie folgt: 1910: 2 sh 8 5/16 d., 1911: 2 sh. 8¼ d., 1912: 3 sh. 0 5/8 d., 1913: 3 sh. ¼ d., 1914: 2 sh. 8¾ d., 1915: 2 sh. 7¼ d., 1916: 2 sh. 8¼ d., 1917: 3 sh. 3 13/16¼ d.
Der im Rahmen des Goldstandards festgelegte Wechselkurs gegenüber der Mark betrug 1912 für 1 Haikwan-Tael 6,41 M und für 1 Shanghai-Tael 2,70 M. Im Jahr 1932 entsprach 1 Haikwan-Tael 2,97 RM und 1 Yuan 1,64 RM.

## Haikwan Customs Teals (HKT)
Nach Durchsetzung der Politik der offenen Tür wurden in China alle importierten Waren nach dem HKT berechnet, einer Währung, die de facto nicht im Umlauf war. Der Wert des Haikwan Teals war festgelegt auf 1,50 chinesische Silberdollar. Nominell wurde der HKT am 1. Februar 1930 abgeschafft. An seine Stelle trat die neue Customs Gold Unit (CGU), deren Wert bei 0,40 US-Dollar beziehungsweise 0,20 Pfund Sterling lag. Am 10. März 1933 wurde der HKT endgültig abgeschafft und durch den Yuan ersetzt.

## Heutige Verwendung
In verschiedenen Ländern wird das Tael heute noch als Maßeinheit für Masse bzw. Gewicht verwendet. So entspricht das moderne Tael beispielsweise in Festlandchina exakt 50 g, in Hongkong und Macau 37,42900 g b c, in Singapur sowie in Malaysia 37,799366256 g, in Vietnam 37,5 g und in Taiwan 37,499995313 g.